# Macaca selai
Macaca selai — вид приматів родини церкопітецідових. Походить з індійського штату Аруначал-Прадеш, на схід від Гімалаїв. Він був відділений від макаки Аруначал (M. munzala) у 2022 році. Поширення M. selai охоплює близько 11 000 км² і коливається від 1133 до 2795 над рівнем моря. Він також може мешкати в прикордонних регіонах Бутану та Тибету.

## Морфологія
M. selai можна відрізнити від інших видів групи sinica за цілим рядом ознак: коричневе або темно-коричневе хутро, коричнева морда, світло-коричнева борода, густе каштанове волосся на шиї, світла шкіра обличчя і відсутність бороди на підборідді.